# Sonja Prins
Sonja Prins (Haarlem, 14 augustus 1912 - Breda, 15 januari 2009) was een Nederlandse dichteres.
Ze was de dochter van de linkse non-conformist, schrijver en vertaler Apie Prins en van de vrouwenactiviste en onderwijsvernieuwster Ina Elisa Willekes Macdonald. Nog maar achttien jaar oud richtte Sonja Prins het internationale tijdschrift voor avant-gardeliteratuur Front op. Er verschenen vier nummers (1930-1931), bij de Haagse uitgeverij Servire. Prins publiceerde in 1933 haar eerste dichtbundel Proeve in strategie onder de schuilnaam Wanda Koopman. Deze modernistische bundel met sociaal geëngageerde poëzie werd lovend besproken door onder meer Hendrik Marsman en Victor van Vriesland.
Rond 1930 werd Sonja Prins lid van de Communistische Partij van Nederland (CPN). Tijdens de oorlog maakte ze de illegale krant Vonk, waardoor ze tijdens de Tweede Wereldoorlog in het concentratiekamp van Ravensbrück terechtkwam. Ze verwerkte die kampervaringen in haar roman De groene jas en in de dichtbundel Brood en rozen. De poëzie die ze in de jaren 50 schreef vertoont verwantschap met die van de Vijftigers, al behoorde ze tot een oudere generatie. Zelf wees ze deze associatie af. Later versoberde haar stijl. Begin 1957 trad ze uit de CPN, ontgoocheld door de weigering van het leiderschap van de CPN rond voorman Paul de Groot (echter met uitzondering van Marcus Bakker) om binnen de partij te discussiëren over de misdaden (massamoord etc.) van Jozef Stalin (Sovjet-Unie) die in februari 1956 waren onthuld door Nikita Chroesjtsjov in een rede tot het Sovjet-Russische partijcongres.
Prins trok zich in de jaren 70 als kluizenaar in de bossen bij Baarle-Nassau terug om daar in alle rust te kunnen werken aan haar beschouwend proza en herinneringen aan het verzet, naast tijds- en politieke gedichten. De laatste jaren ordende Prins haar literaire nalatenschap, die door de Bredase uitgeverij Papieren Tijger in zes delen is gepubliceerd. Lidy Nicolasen schreef een biografie (De eeuw van Sonja Prins) over haar. De nalatenschap van Prins (o.a. 49 dozen met brieven, dagboekaantekeningen en andere archivalia) bevindt zich in het Literatuurmuseum.

## Werken
- Proeve in strategie (1933) (onder het pseudoniem Wanda Koopman)
- De groene jas (1949)
- Brood en rozen (1953)
- Het geschonden aangezicht (1955)
- Nieuwe proeve in strategie (1957)
- Notities (1973)
- Dagboekgedichten (1974)
- Gedichten 1930-1958 (1975)
- Vrijheid om te zijn (1977)
- Brieven aan mijn zuster (1979)
- Rondom de boshut - vier seizoenen (1979)
- Aan de verzetsvrouwen die stierven in Ravensbrück; ANKA-zakboekjes nr. 4 (1979)
- Dwangarbeid en verzet in Mecklenburg, 1944 (1982)
- Tijdgedichten (1930-1958), met 18 originele prenten van 9 Nederlandse grafici (1982)
- Ook wij waren vluchtelingen: politieke gedichten 1979-1982 (1983)
- Ravensbrück (1985)
- Nieuwe Nederlandse dichtkunst, bloemlezing met gouaches van Ans Wortel (1987, Soma Breda, ISBN 90 70360 66 7)
- Het huis waarin ik woon (1990)
- Op een kale winderige vlakte (1999)
- Ademhuis (2005), gedichtenbundel met Michiel Jansen Schoonhoven
- Het boek van de cineast (2006)
- Weegschaal de aarde - verzameld werk deel 1, proza (2009)
- Weegschaal de aarde - verzameld werk deel 2, poëzie 1921 - 1957 (2010)
- Weegschaal de aarde - verzameld werk deel 3, poëzie 1958 - 1976 (2012)
- Weegschaal de aarde - verzameld werk deel 4, poëzie 1977 - 1979 (2014)
- Weegschaal de aarde - verzameld werk deel 5, poëzie 1980 - 1981 (2017)
- Weegschaal de aarde - verzameld werk deel 6. poëzie 1982 - 2005 (2019)

## Publicatie over Prins
- Lidy Nicolasen: De eeuw van Sonja Prins. Burgerkind, revolutionair, kluizenaar. Amsterdam, Bakker, 2009. ISBN 9789035133563